# Menaforia rufa
Menaforia rufa là một loài tò vò trong họ Ichneumonidae.